# Ла Пуш
Ла Пуш е селище в окръг Клалам, щата Вашингтон, САЩ. Разположен в близост до град Форкс, Ла Пуш е основното населено място на индианския резерват Куилиут. Посещаван е от много туристи, най-вече заради възможностите за сърфинг и наблюдаване на китовете. Най-голямата атракция е Ocean Park Resort.